# Acyl-coenzyme A
Acyl-coenzyme A, abrégée en Acyl-CoA, est le nom générique attribué aux thioesters formés par la coenzyme A avec un acide gras à longue chaîne, dont ne demeure plus qu'un résidu acyle. Cette coenzyme intervient dans la dégradation des acides gras par β-oxydation en vue de former des molécules acétyl-CoA destinées à être converties en ATP et NADH+H+ par le cycle de Krebs.